# Gusztáv résen
A Gusztáv résen a Gusztáv című rajzfilmsorozat második évadának nyolcadik epizódja.

## Rövid tartalom
Gusztáv felesége túljár féltékeny férje eszén.

## Alkotók
- Írta, tervezte és rendezte: Jankovics Marcell
- Zenéjét szerezte: Pethő Zsolt
- Operatőr: Neményi Mária
- Rajzolták: Kálmán Katalin, Marsovszky Emőke, Ternovszky Béla
- Háttér: Szoboszlay Péter
- Hangmérnök: Horváth Domonkos
- Vágó: Czipauer János
- Színes technika: Dobrányi Géza, Kun Irén
- Gyártásvezető: Kunz Román

Készítette a Pannónia Filmstúdió.